# William Linley
William Linley (Bath, Somerset, 1771 – Londres, 1835) fou un compositor i músic anglès.
El seu pare, Thomas senior, també fou compositor, així com el seu germà, Thomas junior. De jove anava a ser destinat a la milícia, però les seves aficions el portaren principalment a la música.
Deixà les òperes còmiques El pavelló i La lluna de mel, i una interessant col·lecció de tota la música escrita a Anglaterra pels millors artistes de totes les èpoques per les obres de William Shakespeare, titulada Shakespeare's Dramatic Songs (Londres, 1816).